# Конфликт на Синайском полуострове
Вооружённый конфликт на Синайском полуострове между правительством Египта и исламистами начался после Революции 2011 года и продолжается до сих пор. Исламисты периодически организуют теракты и нападения на египетские вооружённые силы и полицию, которые, свою очередь, проводят контртеррористические операции. Крупнейшими терактами на полуострове стала катастрофа российского авиалайнера 31 октября 2015 года и Теракт в Бир-эль-Абде 24 ноября 2017 года.
Конфликт происходит главным образом на северо-востоке провинции Северный Синай: в районах Рафаха, Шейх-Зувейда и Эль-Ариши, реже вооружённые столкновения происходят в других районах Синайского полуострова и на приграничных территориях Сектора Газа и Израиля.

## Предпосылки
Синайский полуостров исторически был нестабильным регионом из-за таких факторов, как пролегающие через него маршруты контрабандистов, экономическая отсталость региона и как следствие бедность местного населения. Но в то же время это геополитически значимый регион из-за своего географического положения между Африкой и Азией и наличия Суэцкого канала.
Местное население, состоящее в основном из палестинцев и бедуинов, легко встаёт на сторону террористов. Оно культурно оторвано от основной массы населения Египта и к тому же испытывает дискриминацию со стороны египетского правительства. Местные бедуины промышляют контрабандой. Незаконный трафик кланово-племенных группировок обычно осуществляется под охраной вооружённых людей, нередко — террористов.
В отличие от Южного Синая, где развита туристическая отрасль экономики, на севере полуострова у местной молодежи довольно слабые шансы найти себе работу, нет инвестиций. Вдобавок к этому северо-восток Северного Синая — это приграничный район с сектором Газа и Израилем и часть проживающих здесь людей зарабатывает торговлей и контрабандой наркотиков и оружия, а исламистами этот район рассматривается как удобный плацдарм для атак на Израиль.
Усилению преступности также поспособствовала и демилитаризация полуострова по итогам Кэмп-Дэвидского соглашения 1979 года.
В 2005 году, когда израильская армия покинула Сектор Газа, бедуины Синая стали активно исламизироваться под влиянием исламистов из Газы.

## Причины
Причиной резкого усиления активности исламистских боевиков послужила Революция 2011 года. Министерство безопасности Египта, по требованию демонстрантов, было ликвидировано. После 25 января, многие террористы, ожидавшие смертные приговоры или приговорённые к пожизненному сроку, были выпущены на свободу.

## Стороны

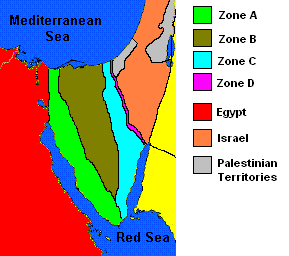
Зоны, на которые поделён полуостров

### Египет
Согласно Кэмп-Дэвидскому соглашению Синайский полуостров — демилитаризованная зона, Египту разрешается держать на полуострове определённое число войск для поддержания порядка. За выполнением соглашения следит миротворческая миссия, которая носит название Многонациональные силы и наблюдатели. Они были созданы в 1981 году и работают без мандата ООН.
В соответствии с Кэмп-Дэвидским соглашением Синай разделён на четыре зоны: A, B, C и D. В зоне А, восточнее Суэцкого канала, египтянам разрешено иметь одну механизированную пехотную дивизию численностью 22 тыс. человек. В зоне В располагаются четыре батальона, в зоне А, у израильской границы, располагаются только военные полицейские и многонациональные силы. В зоне D, на территории Израиля, разрешается иметь 4 пехотных батальона.
Прежде чем вводить на Синай дополнительные войска Египту необходимо получить согласие Израиля. Египетские власти так и поступили в августе 2011 года. 14 августа, после получения одобрения со стороны Израиля, на полуостров были введены 2500 солдат и 250 бронетранспортёров, бо́льшая часть войск размещена в городе Рафах у границы с Сектором Газа. Однако после теракта 5 августа 2012 года Египет уведомил израильскую сторону об увеличении воинского контингента на Синае уже после того, как на полуостров было введено несколько десятков танков, а также истребители и вертолёты. До терактов Израиль соглашался на размещение только шести батальонов и семи отдельных рот, в том числе, одной танковой.
После теракта 24 октября 2014 года египетская армия начала применять беспилотники. Тогда же египетскими властями на границе с Сектором Газа была создана буферная зона, чтобы предотвратить перемещение людей и оружия между Египтом и палестинской территорией. 27 апреля 2015 года эта буферная зона была расширена.

### Израиль
Несмотря на непростые отношения и критику со стороны Израиля в сторону египетских военных за то, что они не могут полностью контролировать обстановку на Синае, Египет и Израиль продолжают вести сотрудничество в борьбе с терроризмом, израильская сторона неоднократно давала своё согласие на увеличение египетского воинского контингента на Синае.

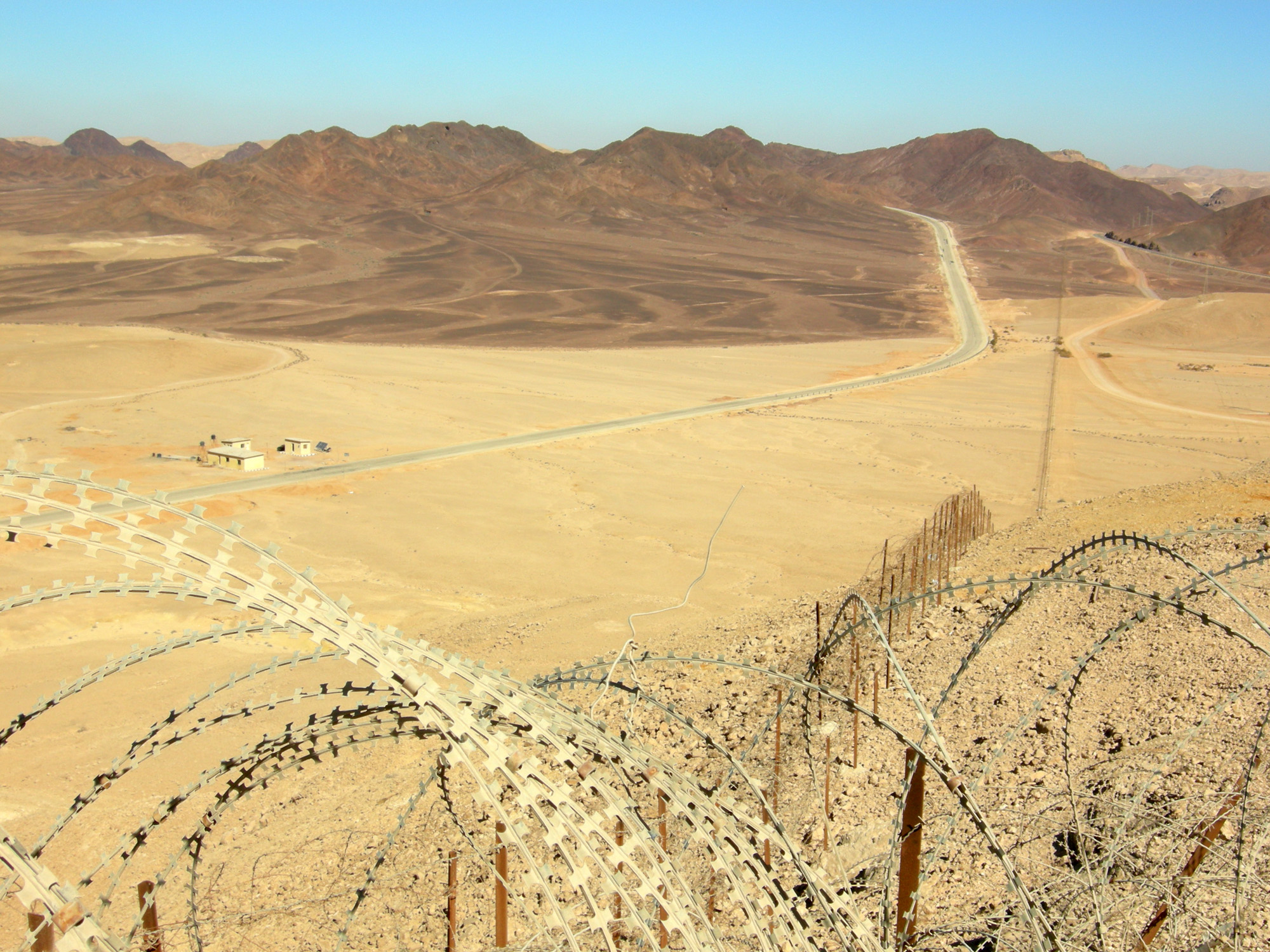
Египетско-израильская граница севернее Эйлата (Египет слева, Израиль справа)

Израильский город Эйлат, находящийся на юге страны, периодически ещё с 2010 года подвергается ракетным обстрелам со стороны Синайского полуострова.

### Исламистские группировки
Боевики базируются главным образом в малонаселённых районах в центре и на севере Синая. Ими прорыто множество подземных ходов для связи с Сектором Газа, в том числе через Филадельфийский коридор. Ходы используются для переброса контрабанды (обычно это оружие) из Газы в Египет. Чаще всего входы в туннели находятся в заброшенных домах. Египетские войска постепенно уничтожают ходы: срывают бульдозерами и взрывают, заброшенные дома сносят. Группировки состоят главным образом из местных бедуинов, также есть йеменцы, саудовцы, ливийцы и палестинцы.
Исламистские группировки действуют разобщённо, а порой даже конфликтуют друг с другом. Так ХАМАС не признаёт ИГ и «Аль-Каиду». В то же время ХАМАС и «Братья-мусульмане» тесно сотрудничают.
- «Вилаят Синай» (переводится как «Провинция Синай») является местным подразделением Исламского государства. До 10 ноября 2014 года группировка была известна как «Ансар Бейт аль-Макдис», тогда её лидеры объявили о том, что она переименовывается в «Вилаят Синай» и присягает на верность ИГ, однако часть членов этой организации отказались переходить в подчинение ИГ[26][27]. «Вилаят Синай» ответственна за большую часть терактов на Синайском полуострове.
- «Аль-Каида». Союзниками «Аль-Каиды» или сотрудничающими с ней являются некоторые местные группировки:

- «Аль-Джихад».
- «Ат-Такфир валь Хиджра» примыкает к группировке «Аль-Джихад». Взяла на себя ответственность за убийство 16 египетских солдат и попытку прорваться на израильскую территорию 5 августа 2012 года. 1 ноября 2013 года лидер группировки, Абд эль-Фаттах Салем, был арестован.
- «Джайш аль-Ислам». Эта джихадистская группировка имеет много сторонников на Синае и в Газе. Её лидер, Мамтаз Дамаш, начинал служить в КНС.
- «Джунд аль-Ислам». Лидеры группировки «Джунд аль-Ислам» считают необходимым нападать на здания и базы силовых структур в ответ на беспорядочные на их взгляд бомбардировки предполагаемых укрытий боевиков. Так боевиками данной группировки было организовано нападение на штаб силовых структур в Эль-Арише, до того как лидеры «Джунд аль-Ислам» взяли на себя ответственность за теракт, египетские власти обвиняли в причастности к нему ХАМАС.
- «Сторонники „Джундалла“». Группировка заподозрена в причастности к теракту 5 августа 2012 года.
- «Шабаб аль-Ислам».
- «Таухид ва-Джихад».
- «Ансар аш-Шариа».

- ХАМАС оказывает широкую поддержку дружественным боевиками. После свержения Мухаммеда Мурси новое руководство в Каире обвинило ХАМАС в поддержке боевиков на Синайском полуострове и подключилось к политике изоляции полуторамиллионного анклава. В частности египетские власти неоднократно требовало от палестинских исламистов прекратить поставлять оружие группировкам на Синае и тренировать боевиков, а после серии терактов в египетских городах Эль-Ариш, Рафах и Шейх-Зувейд — открыто обвинили ХАМАС в поддержке волны террора, охватившего полуостров в начале 2015 года. В настоящее время силовики держат закрытой совместную границу и создают вдоль неё буферную зону, уничтожая сеть подземных контрабандистских туннелей — основу экономики анклава. Каир также фактически отказался от посредничества в диалоге между ХАМАС и Израилем о решении застарелых социально-экономических проблем Газы[33]. При этом ХАМАС отвергает обвинения во вмешательстве во внутренние дела Египта, где его боевое крыло — «Бригады Изз ад-Дина аль-Кассама» — было в январе внесено в список террористических организацией[34].
- «Братья-мусульмане». Организация сотрудничает с ХАМАСом. До июля 2013 года в течение года Египтом правил тесно связанный с «Братьями-мусульманами» исламист Мухаммед Мурси. После его свержения активность боевиков на Синае возросла.
- «Совет моджахедов Шуры».
- «Маджлис Шура аль-Муджахидин фи-Акнаф Байт аль-Макдас» взяла на себя ответственность за обстрел Эйлата в 2013 году, в 2012 году отправила двух террористов атаковать израильтян, в результате чего погиб строитель[13].
- «Армия аль-Джальджала» состоит из бывших членов ХАМАСа, покинувших движение из-за идеологических разногласий с руководством ХАМАСа[24].
- «Салафиты джихада на Синае».

## Хронология
До свержения Хосни Мубарака активность исламистов на Синае была невелика. В 1997 и 2004 годах они провели два крупных теракта. В ноябре 1997 года исламисты с автоматами и мачете напали на иностранных туристов в Луксоре и убили 70 человек. Ответственность за нападение взяла группировка «Аль-Гамаа аль-исламийя». В 2004-м боевики врезались на автомобилях со взрывчаткой в отель «Хилтон» в Табе и взорвали бомбы в туристических городках Шитани и Рас-ас-Сатанд. Погибло 30 человек.

### 2011 год
После Революции активность исламистов на Синае активизировалась, они стали нападать на Арабский газопровод, нарушая поставки египетского газа в Израиль и Иорданию, а 30 июля атаковали полицейский блок-пост, убив 6 человек.
Число египетских солдат на Синайском полуострове ограничено Кэмп-Дэвидскими соглашениями 1979 года. Поэтому правительство Египта получило согласие Израиля на ввод на полуостров дополнительных войск. 14 августа египетские власти объявили о начале контртеррористической операции «Орёл» против боевиков: на полуостров введены 2500 солдат и 250 бронетранспортёров, бо́льшая часть войск размещена в городе Рафах у границы с Сектором Газа.

### 2012 год

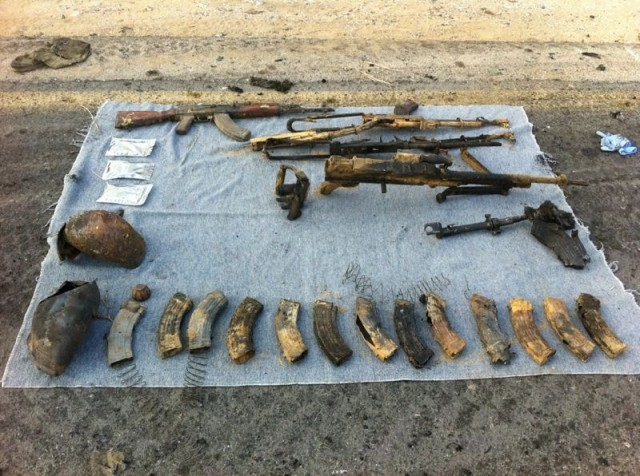
Оружие, использовавшееся боевиками, которые 5 августа напали на пограничный пункт

Вечером 5 августа на египетский пограничный пункт «Карм Абу-Салем» близ города Рафах было совершено вооруженное нападение. По данным МВД Египта, в группу экстремистов из 35 человек, напавших на КПП, входили сторонники исламистских организаций «Аль-Джихад» и «Ат-Такфир валь Хиджра», большинство из них перебрались на территорию Египта из Сектора Газа. Часть террористов прорвалась на блокпост на внедорожниках, атаковав военных из стрелкового оружия и гранатометов. Несколько боевиков проникли на базу заранее, заколов солдат холодным оружием. По данным египетских военных, атака экстремистов поддерживалась артиллерийским огнём из Газы. В результате нападения 16 военнослужащих погибли, ещё 7 получили ранения.
В ходе операции по обезвреживанию боевиков более 10 из них были уничтожены. К операции по их ликвидации были привлечены несколько вертолётов. Сразу же после теракта Мухаммед Мурси созвал экстренное совещание с военным руководством и главами спецслужб, пообещав, что инициаторы теракта дорого заплатят за нападение. Египетские власти объявили контртеррористическую операцию «Синай». Силовики немедленно блокировали КПП, на котором ещё недавно был введен облегченный режим пересечения границы. Действия силовиков встретили резкую критику со стороны местных исламистов. В частности, исламистская группировка «Салафиты джихада на Синае» пообещала предпринять ответные действия против египетской армии, если военные не прекратят спецоперацию на полуострове. Уже на следующий день группа вооруженных боевиков напала на полицейский участок в городе Эль-Ариш, где накануне египетские силовики начали военную операцию.
До конца августа в ходе боевых действий было убито более 30 боевиков, потери правительственных сил составили 21 убитыми и 36 ранеными, погибло двое гражданских.

### 2013 год
В мае семеро солдат-новобранцев были захвачены террористами. Похитители потребовали в обмен на них освободить из тюрем боевиков. Властями была развёрнута операция «Достоинство» по освобождению заложников, но в активную фазу она так и не вступила, так как силовики не хотели применять силу, опасаясь за жизни своих товарищей, и рассчитывали, что захватившие их преступники сдадутся под давлением. Военная разведка при посредничестве шейхов местных бедуинских племён провела переговоры и похитители отпустили солдат, оставив их посреди пустыни.
После Переворота 3 июля, в ходе которого был свергнут исламист Мухаммед Мурси, связанный с группировкой «Братья-мусульмане», активность исламистских боевиков возросла. Террористы стали устраивать вылазки не только на территории Синая, но и по всей стране.
В ночь на 5 июля несколько групп боевиков атаковали армейские и полицейские блокпосты в районе Эль-Ариши и Рафахи, в результате чего как минимум 1 солдат был убит, трое ранены. В нападениях принимали участие сотни боевиков, а в районе аэропорта Эль-Ариши боевики применили гранатометы.
21 июля в Эль-Арише боевики атаковали несколько постов полиции. Снайпером был убит полицейский, охранявший вход в здание местной телекомпании. Двое полицейских, находившихся у здания местной администрации и у отделения полиции тоже были убиты. В ночь на 22 июля боевики совершили несколько нападений в Эль-Арише, в том числе, обстреляли из гранатомётов военную базу в Рафахе у границы с Сектором Газа. Погибло 6 человек, 11 получили ранения.
18 августа 25 полицейских, ехавших в микроавтобусах в районе города Рафах, были убиты. Через 10 дней подозреваемые в нападении были задержаны, среди них 5 членов ХАМАСа. Руководство ХАМАСа отвергло свою причастность к нападению. Бывший президент Египта, Мурси, был обвинён также и в сотрудничестве с ХАМАСом. После 3 июля египетские власти обвиняли в причастности к террористической деятельности не только «Братьев-мусульман», но и ХАМАС.
C 7 по 10 сентября правительственными силами была проведена операция против террористов, были применены танки и вертолёты. В ходе операции 29 боевиков были убиты, 39 арестованы. Потери силовиков составили 1 офицера и 2 солдат. 11 сентября террорист-смертник атаковал штаб-квартиру военной разведки в городе Рафах, 9 человек были убиты.
1 ноября 2013 года был арестован лидер группировки «Ат-Такфир валь Хиджра», Абд эль-Фаттах Салем.
24 декабря членами «Вилаята Синай» в нескольких городах провинции Северного Синая, в том числе в Эль-Арише атаковали КПП, полицейские отделения и армейские блокпосты. Боевики применили миномёты, огнестрельное оружие и заминированный автомобиль. 32 человека погибли, среди них 25 солдат и 1 полицейский.

### 2014 год
3 февраля силовиками была проведена крупная операция: в результате авиаударов 30 боевиков убиты, 15 ранены, 16 арестованы.
16 февраля в результате взрыва бомбы в туристическом автобусе, ехавшим из КПП в Табе на границе с Израилем погибли 3 человека, ещё 14 человек получили ранения. Пассажиры автобуса были корейцами.
24 апреля египетские ВВС атаковали боевиков экстремистской группировки «Ансар бейт аль-Макдис» в северной части Синайского полуострова, уничтожив не менее семи исламистов, ещё около 20 экстремистов получили ранения.
24 октября террорист-смертник подорвал заминированный автомобиль на армейском КПП. КПП был уничтожен, погибли 31 солдат и 1 офицер. Затем группа боевиков атаковала расположение силовиков, добивая выживших после взрыва и захватывая находившееся там оружие и боеприпасы. После этого власти ввели на севере Синая режим ЧП и комендантский час, власти объявили о начале контртеррористической операции. После теракта 24 октября 2014 года египетская армия начала применять беспилотники. Тогда же египетскими властями на границе с Сектором Газа была создана буферная зона, чтобы предотвратить перемещение людей и оружия между Египтом и палестинской территорией.
10 ноября группировка «Ансар Бейт аль-Макдис» была переименована в «Вилаят Синай» («Провинция Синай») и присягнула на верность Исламскому государству.
Всего в 2014 году на Синае боевики совершили 32 вылазки против армии и полиции. Жертвами атак стали 115 человек.

### 2015 год
29 января жертвами терактов на севере Синая стали около 30 человек, большинство из которых военнослужащие. После этого армия и полиция расширили масштаб контртеррористической операции на полуострове Президент Египта, Абдул-Фаттах Ас-Сиси, обвинил в терактах группировку «Братья-мусульмане».
3 февраля в ответ на обстрел своего патруля египетские военные обстреляли позиции ХАМАС, находящиеся на территории Сектора Газа. 6 февраля во время крупнейшей операции с начала года были убиты 47 боевиков.
С начала марта на Синае было ликвидировано около 70 боевиков, в рейдах, проводившихся с 1 по 7 марта войска взяли в плен 23 боевиков, уничтожены около 30 объектов, которые использовались экстремистами в различных целях. 10 марта террорист на начинённой большим количеством взрывчатки машине атаковал лагерь Управления центральной безопасности при МВД в Эль-Арише. Его заметила охрана и открыла огонь на поражение. Автомобиль врезался во внешнюю стену, разрушив её и наблюдательную вышку. Погиб 1 гражданский, около 30 полицейских получили ранения.
2 апреля боевики Исламского государства атаковали как минимум пять блокпостов египетской армии на севере полуострова. В результате нападения погибло не менее 15 египетских военнослужащих и двое гражданских. Уничтожены около 15 исламистов. Сразу после этого командование египетской армии объявило о начале операции по ликвидации бандгрупп, участвовавших в нападении. С 3 апреля египетские ВВС начали наносить удары по укрытиям боевиков в городе Шейх-Зувейд. 12 апреля обстрелом были убиты 6 солдат египетской армии, ехавших в бронеавтомобиле. В тот же день террорист-смертник напал на полицейский участок в Эль-Ариш, в результате чего погибло 5 полицейских и 1 гражданский. Ответственность за теракты взяла на себя ячейка Исламского государства.
27 апреля буферная зона на границе с Сектором Газа была расширена.
16 мая был вынесен смертельный приговор бывшему президенту Мухаммеду Мурси. Через несколько часов после этого террористы из засады расстреляли автомобиль, перевозивший группу судей на Синайском полуострове, в результате чего 3 судьи были убиты и 2 получили ранения.
10 июня боевики Исламского государства атаковали аэропорт, который обычно используется миротворческими силами ООН. В результате обстрела никто не пострадал.
31 октября в центре полуострова разбился российский авиалайнер Airbus A321, летевший из Шарм-эш-Шейха в Санкт-Петербург. В результате катастрофы все 224 человека (212 россиян, 4 украинца и 1 белорус), находившиеся на борту самолёта погибли. Ответственность за катастрофу взяли на себя подконтрольные Исламскому государству террористы «Вилаята Синай». 16 ноября 2015 года после проведённого ФСБ расследования российские власти официально признали, что причиной катастрофы авиалайнера был теракт, осуществлённый посредством взрыва на борту самодельного взрывного устройства мощностью до 1 кг в тротиловом эквиваленте. Данный теракт стал самым крупным из произошедших на Синае.
4 ноября соратники ИГ устроили взрыв на Синайском полуострове, шесть человек погибли.
22 декабря взорвавших российский самолёт террористов убили в Египте.

### 2016 год
25 января египетские военные уничтожили на Синае семерых боевиков ИГ.
5 апреля один из главарей местного крыла экстремистской группировки ИГ уничтожен египетскими военнослужащими на Синае.
6 августа в городе Эль-Ариш в северном районе Синайского полуострова сработало взрывное устройство, заложенное в мусоровоз, занятый на работах по уборке улиц. В результате взрыва были убиты три сотрудника службы по уборке улиц, ехавшие в машине, и маленькая девочка, случайно оказавшаяся рядом с мусоровозом во время взрыва. Ещё три человека получили ранения.
26 августа египетские военные ликвидировали четырёх боевиков в Рафахе.
14 октября в результате нападения на один из контрольно-пропускных пунктов (КПП) на Синайском полуострове погибли 12 египетских военнослужащих.
9 декабря в результате взрыва на одном из контрольно-пропускных пунктов (КПП) в Каире погибли шесть полицейских.

### 2017 год
9 января в результате боев в Эль-Ариш убиты 13 египетских солдат, 16 получили ранения.
6 февраля египетские военные заявили об уничтожении 14 боевиков террористической группировки «Исламское государство» в центральной части Синайского полуострова.
11 февраля боевики ИГ убили пятерых заложников.
17 февраля в результате теракта погибло 5 человек.
18 марта Армия Египта ликвидировала одного из основателей ИГ на Синае. Вместе с главарем ликвидировали ещё 17 боевиков группировки.
23 марта в столкновении с ИГ на Синае убиты 10 египетских военных.
25 июля 7 человек погибли при взрыве на КПП на Синае.
11 сентября во время нападения на конвой в Египте погибли двое полицейских. Также в результате атаки боевиков на Синайском полуострове погибли 18 египетских полицейских.
15 октября Более 30 экстремистов уничтожены египетскими военными при попытке боевиков атаковать армейские пункты на севере Синайского полуострова.
20 октября В перестрелке с боевиками в Египте погибли 58 силовиков.
27 октября В Египте уничтожили 12 боевиков.
31 октября Армия Египта ликвидировала группу террористов, совершивших 20 октября нападение на полицейских в пустынном районе эль-Вахат.
9 ноября В результате теракта на Синайском полуострове погибли десять человек.
24 ноября во время пятничной молитвы была атакована суфийская мечеть в населённом пункте Бир эль-Абд в 40 км от города Эль-Ариш, Северный Синай, Египет. В результате взрыва и последующей перестрелки погибли 310 человек, 109 получили ранения. 25 ноября Армия Египта уничтожила 30 боевиков после атаки на мечеть.
19 декабря Боевики террористической организации «Исламское государство» обстреляли аэропорт египетского города Ариш во время прибытия министра обороны страны Седки Собхи и министра внутренних дел Магди Абдель Гаффара. В результате атаки погиб подполковник Исмаил аш-Шихаби и второй пилот, полковник, чье имя не называется. Сам вертолёт получил серьёзные повреждения. После этого в районе была начата спецоперация, в ходе которой обнаружили и ликвидировали пятерых боевиков. В перестрелке с джихадистами погиб и майор Ваэль Мухаммед Камаль.
28 декабря В результате атаки на КПП недалеко от Каира убиты трое египетских силовиков.
29 декабря Боевики ИГ атаковали церковь в Египте. Жертвами террористической атаки стали девять человек.
30 декабря Правоохранительные органы Египта ликвидировали трех боевиков, готовивших атаки во время новогодних и рождественских праздников.

### 2018 год
5 января ИГ опубликовало ролик, в котором объявило войну ХАМАС. На видео «Вилаят Синай» призвал своих членов уничтожать членов палестинской организации и в качестве примера казнил джихадиста, подозреваемого в контрабанде оружия в сектор Газа. На 22-минутном ролике член «ИГ на Синайском полуострове», палестинец из Газы Абу Касем аль-Макдиси обвинил ХАМАС в применении поставляемого оружие против сторонников салафитов и в том, что он не дает им переправляться из палестинского анклава на Синай. Аль-Макдиси призвал своих зрителей атаковать штаб-квартиру службы безопасности и суды ХАМАСа в Газе, назвав их «столпами тирании». В конце видео, он заявил о смертном приговоре, который был вынесен члену «Исламского государства» Мусе Абу Замату за контрабанду оружия военизированному крылу ХАМАСа — бригадам «Изз ад-Дин аль-Кассам». После этого мужчине выстрелили в затылок.
8 января Военные Египта уничтожили ячейку террористов на Синае.
20 января Боевики ИГ впервые применили ударный БПЛА против египетских военных на Синае.
23 января В Египте на севере Синая ликвидированы восемь боевиков.
6 февраля Боевики «Исламского государства» напали на полицейских Египта в населенном пункте Аль-Ариш. Многие сотрудники полиции получили ранения и были убиты.
9 февраля Египет начал антитеррористическую операцию «Синай-2018» на Синайском полуострове.
11 февраля Армия Египта сообщила об уничтожении 16 боевиков ИГ.
12 февраля Армия Египта уничтожила ещё 12 террористов в ходе операции на Синае.
13 февраля Силы безопасности Египта ликвидировали 10 боевиков-исламистов.
15 февраля Египетская армия уничтожила 53 боевиков и арестовала 680 человек, подозреваемых в террористической деятельности, в ходе недельной операции против террористов на Синайском полуострове.
18 февраля Египетское отделение ИГ, «Вилаят Синай», сообщило, что его боевики планируют нападение на избирательные участки с тем, чтобы сорвать выборы главы государства.
19 февраля Египетская армия сообщила, что во время антитеррористической операции погибли 3 египетских солдат и были убиты 4 исламистских джихадистов.
22 февраля За две недели масштабной антитеррористической операции в Египте ВВС уничтожили 158 целей, артиллерия нанесла удары по 413 объектам, ликвидирован 71 боевик, пятеро взяты в плен.
26 февраля Египетские военные ликвидировали 11 террористов на Синае.
27 февраля Египетские военные обнародовали заявление, в котором говорится, что в ходе начавшейся в феврале масштабной контртеррористической операции «Синай-2018» было ликвидировано 82 террориста.
1 марта На Синайском полуострове ликвидированы 13 террористов.
8 марта ВС Египта заявили об уничтожении 105 боевиков за месяц.
10 марта Египетская армия уничтожила 16 экстремистов на Синае.
31 марта В Египте ликвидировали шесть экстремистов на Синае.
1 апреля Египетские военные ликвидировали 500 экстремистов в ходе масштабной антитеррористической операции «Синай 2018».
4 апреля Египетские военные уничтожили 6 экстремистов на Синае.
9 апреля На Синае уничтожены четыре террориста ИГ.
14 апреля На севере Синайского полуострова ликвидировали 27 экстремистов.
15 апреля Теракт на египетской военной базе в Синае. Четыре террориста с взрывчаткой на теле взорвали себя у ворот базы. Сразу после этого большая группа террористов на машине, начиненной взрывчаткой попыталась проникнуть на базу. В завязавшемся бою погибли египетские военнослужащие и не менее 14 террористов.
18 апреля В Египте уничтожен синайский лидер ИГ.
25 апреля Военные Египта в ходе антитеррористической операции ликвидировали 30 экстремистов, в том числе лидера местной группировки.
Около 200 террористов и по меньшей мере 33 военных и сотрудников сил безопасности погибли с начала операции «Синай-2018» на территории крупнейшей арабской республики.
30 апреля Армия Египта ликвидировала на севере Синая 16 боевиков.
17 мая На Синайском полуострове ликвидированы 19 джихадистов.
29 мая Армия Египта ликвидировала восемь террористов на Синае.
5 июня Военные Египта уничтожили 15 террористов на Синайском полуострове.
11 июня Силы безопасности Египта ликвидировали четырёх экстремистов.
20 июня Египетские военные ликвидировали 32 экстремиста на Синайском полуострове.
3 июля Египетские военные ликвидировали трех экстремистов на Синайском полуострове.
11 июля На Северном Синае уничтожена ячейка террористов ИГ.
23 июля На Синае уничтожен один из лидеров египетского отделения ИГ.
5 августа Египетские военные уничтожили более 50 боевиков на Синае.
12 августа На Синае в бою убиты 12 террористов.
29 августа На Синае военные ликвидировали 20 экстремистов.
9 сентября Армия Египта провела силовую операцию в городе Эль-Ариш на севере Синайского полуострова. Военными были оцеплены несколько районов города, где усиленные наряды полиции и армии провели рейды по жилым домам, с целью обнаружить укрывающихся боевиков. В результате операции была обнаружена и уничтожена группа исламистов из 11 человек, скрывавшаяся в районе Джеср эль-Вади.
2 октября Египетская армия сообщила о ликвидации одного из главарей ИГ.
8 октября Армия Египта объявила об уничтожении на Синае более 50 террористов.
24 октября 11 боевиков уничтожены в Египте.
1 ноября Силы безопасности Египта уничтожили 18 террористов.
2 ноября Неизвестные открыли стрельбу по автобусу с паломниками в Египте. Жертвами вооруженного нападения стали не менее 10 человек.
4 ноября В Египте силовики ликвидировали 19 боевиков, причастных к нападению на автобус с паломниками.
22 ноября Египетские спецслужбы уничтожили 12 боевиков на Синае.
14 декабря В Египте завершён этап крупнейшей за последние годы силовой операции «Синай 2018».
17 декабря Исламисты подорвали полицейский конвой на Синае.
23 декабря Египетская армия уничтожила на Синае 14 боевиков.
28 декабря В Египте подорвали автобус с туристами. Четыре человека, в том числе трое иностранцев, погибли, 12 человек пострадали.
29 декабря Военные Египта ликвидировали 40 террористов.

### 2019 год
16 января В Египте силовики уничтожили пять террористов на севере страны.
22 января Силовики Египта ликвидировали на Синае почти 60 экстремистов.
3 февраля Египетская армия уничтожила восемь террористов.
15 февраля боевики осуществили нападение на египетский блокпост под Аль-Аришем, в результате чего погибло 15 военнослужащих ВС Египта, уничтожены образцы тяжёлой бронетехники и захвачено большое количество стрелкового и противотанкового оружия, а также боеприпасы к ним.
16 февраля В теракте в Южном Синае погибли 7 египетских военнослужащих.
19 февраля На севере Синая уничтожены 16 боевиков египетского филиала ИГ.
7 марта Египетские войска уничтожили девять туннелей боевиков в северной части Синайского полуострова.
12 марта На севере Синая уничтожены 46 террористов.
5 июня На Синае в результате нападения убиты 10 полицейских.
22 июня В результате атаки боевиков вблизи аэропорта на севере Синая погибли четверо рабочих.
25 июня В результате нападения боевиков на Синае погибли шесть египетских силовиков.
20 августа На севере Синайского полуострова уничтожили 11 террористов.
15 сентября В Египте ликвидировали террористов, планировавших нападения на военных.
27 сентября Вооруженные силы Египта уничтожили 118 боевиков на севере и в центральной части Синайского полуострова, потери военных составили 10 человек.
29 сентября Египетские силовики ликвидировали 15 боевиков на севере Синая.
4 ноября Египетские ВС заявили о ликвидации более 80 боевиков на Синае.

### 2020 год
11 февраля Службы безопасности Египта уничтожили 17 террористов на севере Синайского полуострова.
1 мая в Египте неизвестные подорвали армейский транспорт, 10 военных погибли или получили ранения. Египетская армия уничтожила двух экстремистов на Синайском полуострове.
23 мая Силы безопасности Египта уничтожили 21 боевика на Синайском полуострове, планировавших совершить теракт во время праздника разговения Ид аль-Фитр (Ураза-байрам) после завершения месяца мусульманского поста Рамадана
31 мая Египетские военные ликвидировали 19 экстремистов на севере Синая.
22 июля Египетские ВС отразили атаку боевиков, ликвидированы 18 террористов.

### 2021 год
1 января в результате взрыва придорожной бомбы погибли два сотрудника египетских сил безопасности и ещё пятеро получили ранения недалеко от Бир-аль-Абда на севере Синайского полуострова.
9 февраля местные источники сообщили, что шесть бойцов племенных формирований, поддерживающих египетский режим, были убиты, а ещё один боец был похищен в центральной части Синая в результате засады ИГ.
22 февраля боевики ИГ обстреляли патруль египетской армии к югу от Шейх-Зувейда, недалеко от блокпоста. Один солдат был убит, ещё двое получили ранения.
27 февраля боевики ИГ взорвали самодельное взрывное устройство, нацеленное на египетский пеший патруль. В результате взрыва погибли 3 египетских солдата, в том числе полковник Ахмад Абдель Мохсен. Ещё один солдат также был ранен.
22 марта египетским войскам удалось ликвидировать Салима аль-Хамади, ветерана-командира ИГ, в ходе совместной операции с местными племенами в деревне Аль-Барт, к югу от Рафаха.
14 июня группа боевиков ИГ, включая командира, была убита во время рейда египетской армии на ферму в Бир-аль-Абде.
31 июля боевики ИГ устроили засаду на группу египетских солдат на их контрольно-пропускном пункте в Шейх-Зувейде, на севере Синая. 5 египетских солдат были убиты и ещё 6 получили ранения. В перестрелке также были убиты 3 боевика ИГ.
1 августа Восемь солдат египетской армии были убиты в ходе антитеррористической операции.
12 августа египетские вооруженные силы ликвидировали 13 террористов на севере и в центре Синая. 9 солдат были убиты и ранены во время перестрелки.
13 августа В результате подрыва бомбы на пути следования колонны египетских военных погибли семь человек. Ответственность за теракт взял на себя «Вилаят Синай».

### 2022 год
7 мая В результате атаки террористов на Синайском полуострове погибли 11 египетских военных. ИГ взяло ответственность за теракт.
14 мая ИГ взяло ответственность за атаку на Синае, в которой погибли пять египетских военных.
17 августа На севере Синая в деревне Гелбана египетские военные совместно с Федерацией племён Синая провели операцию по ликвидации лидера ИГ на Синае Хамзы Аделя аль-Замили.

## Последствия для туризма
Вооружённые столкновения и теракты почти всегда происходят на северо-востоке полуострова, курорты же (в том числе Шарм-эш-Шейх) расположены на юге полуострова и усиленно охраняются, поэтому до теракта на борту российского авиалайнера считалось, что туристам там ничего не угрожает. Теперь меры безопасности аэропорта Шарм-эш-Шейха вызывают нарекания. В начале ноября Россия и Великобритания временно запретили прямые авиаперелёты в Египет и начали постепенную эвакуацию туристов по «британской схеме» (вывоз багажа производится отдельными грузовыми рейсами). Ожидается что египетскому туристическому бизнесу может быть нанесен огромный ущерб.